# Albert Dresdner
Albert Dresdner (* 1. Juni 1866 in Breslau; † 22. Dezember 1934 in Berlin) war ein deutscher Historiker, Kunstkritiker und Kunsthistoriker.
Als Sohn eines Chasans besuchte er das Elisabethanum in Breslau bis zum Abitur 1884. Danach studierte er in Breslau und Berlin Geschichte, Philosophie und Kunstgeschichte. Am 25. Januar 1890 wurde er an der Universität Berlin promoviert; sein Doktorvater war der Historiker Harry Bresslau. Danach arbeitete er im Auftrag der Historischen Commission für Geschichte der Juden in Deutschland an den Regesten zur Geschichte der deutschen Juden im Mittelalter. 1895 trat er aus der jüdischen Gemeinde aus. 
Nach einer Regie-Ausbildung 1893 am Königlichen Hoftheater Stuttgart war er anschließend als Regisseur und seit 1894 als Schauspiellehrer tätig. Ferner betätigte er sich als Kunstkritiker. 1915 habilitierte er sich an der Technischen Hochschule Berlin-Charlottenburg. Hier war er von 1915 bis 1933 als nichtbeamteter außerordentlicher Professor für Kunstgeschichte tätig. 1933 wurde er als Nichtarier nach § 3 des Gesetzes zur Wiederherstellung des Berufsbeamtentums zwangspensioniert.
Dresdner hat eine der ersten systematischen Darstellungen zur Entstehung der Kunstkritik als einer eigenständigen literarischen Gattung im Frankreich des 18. Jahrhunderts geschrieben (1915), die seitdem mehrfach wieder aufgelegt wurde.

## Schriften (Auswahl)

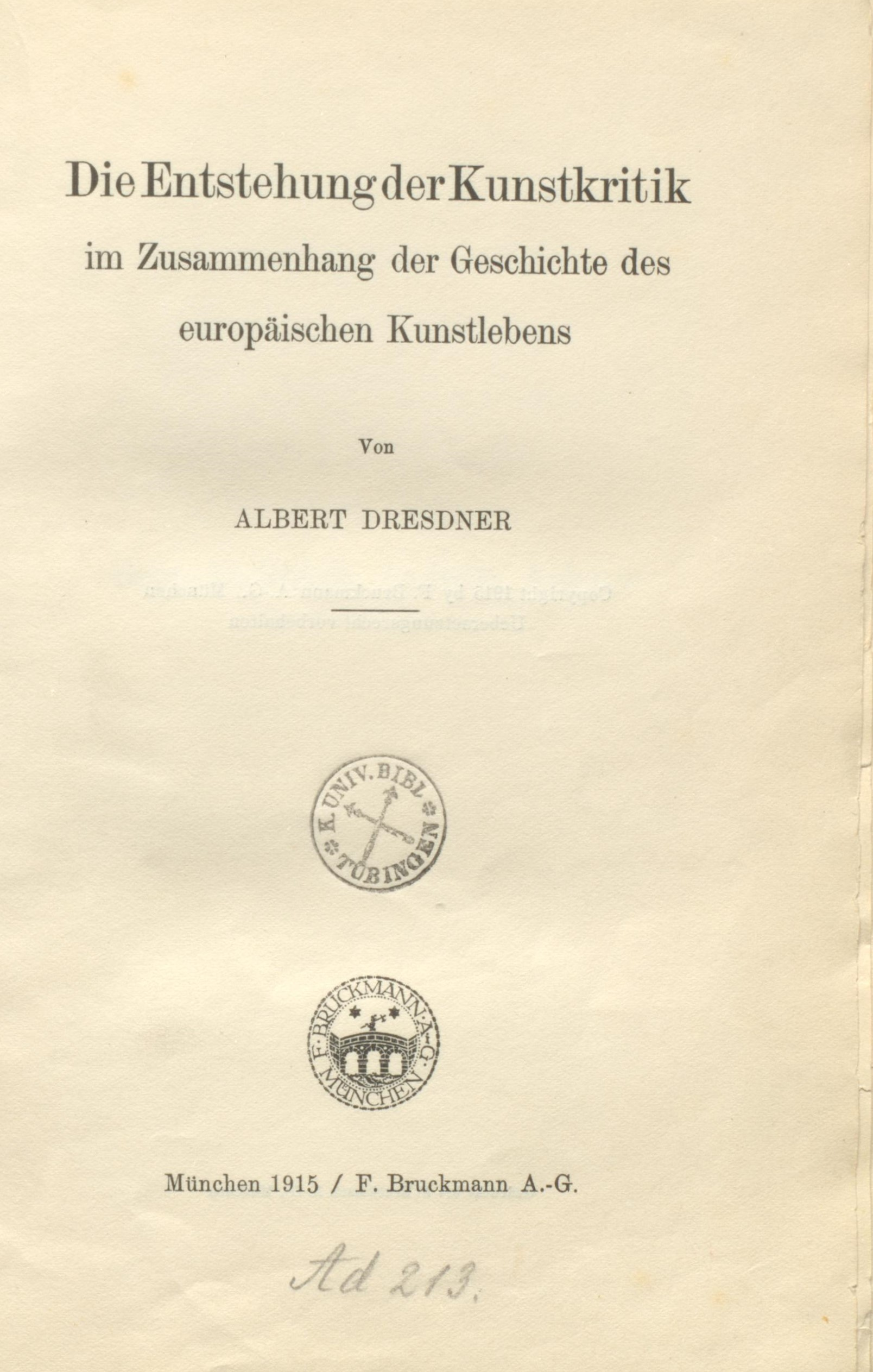
Die Entstehung der Kunstkritik (1915)

- Die italienische Geistlichkeit des 10. und 11. Jahrhunderts in ihrem Verhältnis zur Kirche, mit besonderer Berücksichtigung der Entwickelung der Simonie; ein Beitrag zu ihrer Kultur- und Sittengeschichte. Koebner, Breslau 1890 (= Dissertation).
- Regesten zur Geschichte der Juden im Fränkischen und Deutschen Reiche bis zum Jahre 1273. Bearbeitet unter Mitwirkung von Albert Dresdner und Ludwig Lewinski von Julius Aronius. Simion, Berlin 1887–1902.
- Der Weg der Kunst. Diederichs, Jena 1904. 2. Auflage 1909.
- Ibsen als Norweger und Europäer. Diederichs, Jena 1907.
- Die Kunstkritik, ihre Geschichte und Theorie. Band I: Die Entstehung der Kunstkritik im Zusammenhang der Geschichte des europäischen Kunstlebens. Bruckmann, München 1915 (Digitalisat).
  - Die Entstehung der Kunstkritik im Zusammenhang der Geschichte des europäischen Kunstlebens. Neuauflage. Bruckmann, München 1968 (mit einem Vorwort von Peter M. Bode).
  - Die Entstehung der Kunstkritik im Zusammenhang der Geschichte des europäischen Kunstlebens. Lizenzausgabe. Verlag der Kunst, Dresden 2001 (mit einem Nachwort von Lothar Müller).
- Schwedische und norwegische Kunst seit der Renaissance. Hirt, Breslau 1924.